# Тегу
Тегу (кор. 대구), офіційно Метрополійне місто Тегу (кор. 대구광역시) — четверте за населенням місто Південної Кореї, після Сеула, Пусана і Інчхона, третя за населенням міська агломерація, його населення перевищує 2,5 млн мешканців. Місто розташоване у південно-східній частині країни, за 80 км від узбережжя. З 1891 по 2016 роки Тегу було адміністративним центром провінції Північний Кьонсан, при цьому з 1981 року до її складу не входило.

## Клімат
Місто знаходиться у зоні, котра характеризується вологим субтропічним кліматом. Найтепліший місяць — серпень із середньою температурою 26.7 °C (80 °F). Найхолодніший місяць — січень, із середньою температурою 0 °С (32 °F).
| Клімат Тегу             | Клімат Тегу | Клімат Тегу | Клімат Тегу | Клімат Тегу | Клімат Тегу | Клімат Тегу | Клімат Тегу | Клімат Тегу | Клімат Тегу | Клімат Тегу | Клімат Тегу | Клімат Тегу | Клімат Тегу |
| Показник                | Січ.        | Лют.        | Бер.        | Квіт.       | Трав.       | Черв.       | Лип.        | Серп.       | Вер.        | Жовт.       | Лист.       | Груд.       | Рік         |
| Абсолютний максимум, °C | 17          | 21          | 26          | 30          | 35          | 36          | 38          | 40          | 35          | 30          | 25          | 25          | 40          |
| Середній максимум, °C   | 4           | 6           | 12          | 19          | 24          | 27          | 30          | 30          | 26          | 21          | 13          | 7           | 18          |
| Середня температура, °C | 0           | 1           | 6           | 13          | 18          | 22          | 26          | 26          | 21          | 15          | 8           | 2           | 13          |
| Середній мінімум, °C    | −5          | −3          | 1           | 7           | 12          | 17          | 21          | 22          | 16          | 8           | 2           | −3          | 8           |
| Абсолютний мінімум, °C  | −16         | −13         | −10         | −3          | 0           | 6           | 12          | 12          | 7           | −2          | −11         | −12         | −16         |
| Днів з опадами          | 9           | 9           | 10          | 11          | 11          | 12          | 16          | 15          | 11          | 8           | 9           | 8           | 129         |
| Днів з дощем            | 5           | 7           | 10          | 11          | 11          | 12          | 16          | 15          | 11          | 8           | 9           | 6           | 121         |
| Днів зі снігом          | 5           | 3           | 1           | 0           | 0           | 0           | 0           | 0           | 0           | 0           | 0           | 3           | 12          |
| ----------------------- | ----------- | ----------- | ----------- | ----------- | ----------- | ----------- | ----------- | ----------- | ----------- | ----------- | ----------- | ----------- | ----------- |
| Джерело: Weatherbase    |             |             |             |             |             |             |             |             |             |             |             |             |             |

## Епідемія коронавірусу
На початку 2020 року місто стало епіцентром епідемії коронавірусу.
В місті було інфіковано близько 2 тисяч чоловік — в основному прихожан церкви Сінчонджі.
Низьку кількість хворих і зниження темпів зараження (у порівнянні із Італією) пов'язують із масовим тестуванням. Деяким пацієнтам навіть пропонували грошову винагороду. Тести було розроблено корейськими фармацевтичними фірмами всього за тиждень. Карантин вводили лише в місті Тегу, в інших містах карантину станом на 24 березня не було.

## Транспорт
Основою громадського транспорту міста є відкритий у 1997 році метрополітен. На серпень 2018 року в місті працює три лінії, дві з яких повністю підземні лінії класичного метро. Третя лінія відкрита у 2015 році побудована монорейковою.

## Міста-побратими
- Атланта, США (1981)
- Алмати, Казахстан (1990)
- Ціндао, Китай (1993)
- Мінас-Жерайс, Бразилія (1994)
- Хіросіма, Японія (1997)
- Санкт-Петербург, Росія (1997)
- Мілан, Італія (1998)
- Пловдив, Болгарія (2002)

## Відомі люди
- Кім Кван Сок (1964—1996) — південнокорейський фольклорний співак.
- Кім Техьон (* 1995) — співак, танцюрист, музичний продюсер, телеактор, учасник південнокорейського гурту BTS.
- Мін Юнґі (* 1993) — репер, композитор, музичний продюсер, автор пісень, учасник південнокорейського гурту BTS.
- Пак Кин Хє (* 1952) — політик, президент Республіки Корея (2013—2016).
- Ро Де У (* 1932) — військовий генерал та політик, шостий президент Республіки Південна Корея (1988—1993).
- Сон Дже Кі (1967—2013) — громадський діяч, борець за права чоловіків, антифемініст.
- Айрін (Пе Джухьон, * 1991) - співачка, реперка, акторка, учасниця та лідерка гурту Red Velvet та його саб-юніту Red Velvet — Irene & Seulgi.